# Gbely
Gbely é uma cidade da Eslováquia, situada no distrito de Skalica, na região de Trnava. Tem 59,95 km² de área e sua população em 2019 foi estimada em 5073 habitantes.

## Demografia
| Ano:        | 1994 | 2004   | 2014   | 2024   |
| ----------- | ---- | ------ | ------ | ------ |
| Broj ljudi: | 5275 | 5119   | 5183   | 4837   |
| Razlika:    |      | -2,95% | +1,25% | -6,67% |

| Ano:               | 2023 | 2024   |
| ------------------ | ---- | ------ |
| Número de pessoas: | 4864 | 4837   |
| Diferença:         |      | -0,55% |